# FCゴア
FCゴア（Football Club Goa）は、インド・ゴア州をホームタウンとする、インディアンプロサッカーリーグ（インディアン・スーパーリーグ）に加盟するプロサッカークラブ。2014年10月から開始したインディアン・スーパーリーグサッカーのフランチャイズである。

## 概要
2014年8月26日に、Football Club de Goaが設立された。クリケット界のスーパースターであるヴィラット・コーリが共同オーナーの一人である。以前は元サッカー日本代表監督のジーコが監督をしていた。

## 歴史

### 2014年 クラブ創設
2014年
初代監督に元ブラジル代表ジーコを招聘した。

## 過去の成績
| シーズン | リーグ                       | 順位 | 試 | 勝 | 分 | 敗 | 得 | 失 | 差  | 点 |
| -------- | ---------------------------- | ---- | -- | -- | -- | -- | -- | -- | --- | -- |
| 2014     | インディアン・スーパーリーグ | 2位  | 14 | 6  | 4  | 4  | 21 | 12 | +9  | 22 |
| 2015     | インディアン・スーパーリーグ | 1位  | 14 | 7  | 4  | 3  | 29 | 20 | +9  | 25 |
| 2016     | インディアン・スーパーリーグ | 8位  | 14 | 4  | 2  | 8  | 15 | 25 | −10 | 14 |
| 2017-18  | インディアン・スーパーリーグ | 3位  | 18 | 9  | 3  | 6  | 42 | 28 | +14 | 30 |
| 2018-19  | インディアン・スーパーリーグ | 位   |    |    |    |    |    |    |     |    |

## 歴代監督
- ジーコ 2014-2016
- セルヒオ・ロベラ 2017-2020

## 提携クラブ
- RBライプツィヒ (2020-)[3][4][5][6]
- デンポSC (2014-2016)[7]
- サルガオカーFC (2014-2016)[8]

## 歴代所属選手

### DF
- ルッシオ 2015-2016

### FW
- レイナウド・ダ・クルズ・オリベイラ 2015-2016
- コロ 2017-2020